# Ляохэская равнина
Ляохэ́ская равни́на (Ю́жно-Маньчжу́рская ни́зменность; кит. трад. 辽河平原) — равнина на северо-востоке Китая, южная часть Маньчжурской равнины.
Протяжённость составляет 360 км, ширина — до 120 км. Осевая часть равнины сложена аллювиальными отложениями реки Ляохэ, участок вдоль побережья Ляодунского залива Жёлтого моря — морскими отложениями. К пойме и террасам Ляохэ примыкают подгорные наклонные равнины — делювиальные шлейфы у подножий Маньчжуро-Корейских гор и нагорья Жэхэ. В пределах равнины возвышаются изолированные останцы высотой до 580 м (гора Дахэшань).
Климат муссонный с умеренно холодной зимой и жарким дождливым летом. Годовая сумма осадков составляет 600—700 мм. Большая часть территории возделана (посевы сорго, сои, чумизы). Естественная растительность (сухие степи на светло-каштановых почвах) практически не сохранилась. На территории равнины расположены такие крупные города, как Шэньян и Аньшань.